# Fundação Cultural Ucraniana
Fundação Cultural Ucraniana (UCF, em ucraniano:  Український культурний фонд) é uma agência estatal da Ucrânia, criada em 2017, com o objectivo de promover o desenvolvimento da cultura e da arte nacional no país, proporcionar condições favoráveis para o desenvolvimento do potencial intelectual dos indivíduos e da sociedade, amplo acesso ao património cultural nacional, apoio da diversidade cultural e integração da cultura ucraniana na cultura mundial. As atividades do fundo são coordenadas pelo Ministério da Cultura da Ucrânia.

## História
A ideia da criação da Fundação Cultural Ucraniana foi expressa pelo ex-ministro da Cultura Yevhen Nyshchuk no início de 2017. Ele motivou esse desejo pela ideia de "igualar o acesso aos recursos das organizações culturais e artísticas dos sectores orçamentário e não orçamentário", bem como de privar o ministério de "funções atípicas de distribuição de fundos entre os actores do espaço cultural."
No dia 23 de março de 2017 o Parlamento da Ucrânia apoiou a ideia e criou oficialmente a Fundação Cultural Ucraniana.

## Funções
As principais funções da fundação são a promoção e a implementação da política de estado no domínio da cultura e da arte, o desenvolvimento de áreas modernas de actividades culturais e artísticas, o estímulo ao desenvolvimento de projectos inovadores, o apoio a projectos internacionais, a preservação, actualização e promoção do património cultural nacional, apoio a estreias artísticas, estímulo ao trabalho criativo de figuras culturais e artísticas, em particular jovens artistas, popularização da cultura ucraniana, formação de uma imagem positiva da Ucrânia no mundo, apoio a projetos culturais da diáspora ucraniana, entre outros.